# Грег Киниър
Грег Киниър (на английски: Greg Kinnear) е американски актьор, носител на награда Еми.

## Личен живот
На 1 май 1999 г. Грег Киниър се жени за Хелън Лабдън, бивш британски фотомодел. Имат три дъщери.

## Частична филмография
- 1995 – „Сабрина“ (Sabrina)
- 1996 – „Бийвъс и Бътхед оправят Америка“ (Beavis and Butt-head Do America)
- 1997 – „Твоята усмивка“ (A Smile Like Yours)
- 1997 – „Колкото толкова“ (As Good as It Gets)
- 1998 – „Имате поща“ (You've Got Mail)
- 1999 – „Секретен екип“ (Mystery Men)
- 2000 – „Сестра Бети“ (Nurse Betty)
- 2000 – „От коя планета си?“ (What Planet Are You From?)
- 2000 – „Дарбата“ (The Gift)
- 2000 – „Левакът (филм, 2000)“ (Loser)
- 2001 – „Някой като теб“ (Someone Like You)
- 2002 – „Бяхме войници“ (We Were Soldiers)
- 2002 – „Автофокус“ (Auto Focus)
- 2003 – „Лепнат за теб“ (Stuck on You)
- 2005 – „Матадорът“ (The Matador)
- 2005 – „Роботи“ (Robots)
- 2005 – „Отбор за милиони“ (Bad News Bears)
- 2006 – „Нация за бързо хранене“ (Fast Food Nation)
- 2006 – „Мис Слънчице“ (Little Miss Sunshine)
- 2006 – „Непобедимият“ (Invincible)
- 2006 – „Отвлечени“ (Unknown)
- 2007 – „Любовен пир“ (Feast of Love)
- 2008 – „Майка под наем“ (Baby Mama)
- 2008 – „Градът на духовете“ (Ghost Town)
- 2010 – „Зелена зона“ (Green Zone)
- 2010 – „Последната песен“ (The Last Song)
- 2011 – „Тънък лед“ (Thin Ice)
- 2011 – „Булевардът на спасението“ (Salvation Boulevard)
- 2011 – „Скъпа, няма не мога“ (I Don't Know How She Does It)
- 2012 – „Влюбени“ (Stuck in Love)
- 2013 – „Пълен т*шак“ (Movie 43)
- 2013 – „Английският учител“ (The English Teacher)
- 2013 – „Водещият 2: Легендата продължава“ (Anchorman 2: The Legend Continues)
- 2017 – „По-различна, също като мен“ (Same Kind of Different as Me)
- 2021 – „Свят на опиати“ (Crisis)